# نادي سيستاو ريفر
نادي سيستاو ريفر (بالإسبانية: Sestao River Club)‏ نادي كرة قدم إسباني يلعب في دوري الدرجة الثانية الإسباني بي. تم تأسيس النادي في عام 1996.

## روابط خارجية
- Sestao River Club